# Pomponio di Napoli
Pomponio (... – Napoli, 536) è stato un vescovo romano, venerato come santo dalla Chiesa cattolica.

## Biografia
Le Gesta episcoporum Neapolitanorum e il Catalogus episcoporum Neapolitanorum fanno di Pomponio (Pomponius episcopus) il 21º vescovo di Napoli, successore di santo Stefano I e predecessore di Giovanni II, e governò la sua Chiesa per 28 anni, nella prima metà del VI secolo.
Secondo le Gesta, Pomponio edificò la basilica di Santa Maria Maggiore, che in suo onore fu chiamata basilica pompeiana. Un'antica iscrizione, oggi andata perduta, commemorava la costruzione di questa chiesa. Leggende posteriori attribuiscono la costruzione della basilica all'intervento diretto della Madonna, accorsa in aiuto della città per liberarla da un cinghiale indemoniato.
Pomponio assistette all'assedio del generale Belisario alla città di Napoli durante la guerra gotica, e forse vi trovò la morte (536).

## Culto
La memoria di Pomponio è ricordata nel calendario marmoreo napoletano il 30 aprile. La sua festa tuttavia fu dimenticata, finché, sul finire del XVI secolo furono scoperte le sue reliquie. In seguito, il 19 luglio 1634 la Congregazione dei riti ristabilì la sua festa dapprima il 14 maggio e poi il 30 aprile.
Il Martirologio Romano, riformato a norma dei decreti del concilio Vaticano II, ricorda il santo con queste parole:
(Martirologio romano, Città del Vaticano, Libreria editrice vaticana, 2004, p. 363)